# Юніон Тауншип (округ Гантінгдон, Пенсільванія)
Юніон Тауншип (англ. Union Township) — селище (англ. township) в США, в окрузі Гантінгдон штату Пенсільванія. Населення — 947 осіб (2020).

## Демографія
Згідно з переписом 2010 року, у селищі мешкало 1029 осіб у 419 домогосподарствах у складі 314 родин. Було 731 помешкання
Расовий склад населення:
| - 99,6 % — білих - 0,1 % — чорних або афроамериканців - 0,1 % — азіатів |

До двох чи більше рас належало 0,2 %. Частка іспаномовних становила 0,3 % від усіх жителів.
За віковим діапазоном населення розподілялося таким чином: 20,8 % — особи молодші 18 років, 61,0 % — особи у віці 18—64 років, 18,2 % — особи у віці 65 років та старші. Медіана віку мешканця становила 46,1 року. На 100 осіб жіночої статі у селищі припадало 105,0 чоловіків;  на 100 жінок у віці від 18 років та старших — 102,2 чоловіків також старших 18 років.
Середній дохід на одне домашнє господарство  становив 63 027 доларів США (медіана — 55 208), а середній дохід на одну сім'ю — 69 161 долар (медіана — 60 662). Медіана доходів становила 41 080 доларів для чоловіків та 33 333 долари для жінок. За межею бідності перебувало 13,3 % осіб, у тому числі 23,4 % дітей у віці до 18 років та 5,0 % осіб у віці 65 років та старших.
Цивільне працевлаштоване населення становило 463 особи. Основні галузі зайнятості: освіта, охорона здоров'я та соціальна допомога — 19,4 %, будівництво — 19,4 %, науковці, спеціалісти, менеджери — 11,7 %, виробництво — 9,5 %.